# The National Health
The National Health — четвёртый студийный альбом британской рок-группы Maxïmo Park. Он был выпущен в Великобритании 11 июня 2012 года лейблом V2 Records. Он дебютировал на 13 месте в британском чарте UK Albums Chart. Альбом стал первым, в котором группа использовала заглавный трек. Минутная вступительная композиция, баллада с фортепиано и струнными, была отмечена группой как намеренный шаг, чтобы дезориентировать слушателя (предыдущие альбомы начинались с быстрых темпов).
Альбом получил положительные отзывы музыкальной критики и интернет-изданий.

## Отзывы
| Совокупная оценка | Совокупная оценка |
| Источник          | Оценка            |
| ----------------- | ----------------- |
| Metacritic        | 73/100            |
| Оценки критиков   |                   |
| Источник          | Оценка            |
| AllMusic          | [ 2 ]             |
| BBC Music         | favourable        |
| Clash             | 4/10              |
| The Fly           | [ 5 ]             |
| The Guardian      | [ 6 ]             |
| The Independent   | [ 7 ]             |
| musicOMH          | [ 8 ]             |
| NME               | 8/10              |
| This Is Fake DIY  | 5/10              |

Альбом получил положительные отзывы музыкальной критики и интернет-изданий. На Metacritic, сайте-агрегаторе рецензий, который собирает рецензии из основных изданий и выставляет средневзвешенный балл из 100, альбом получил 73 балла на основе нескольких рецензий критиков. Эта оценка означает «в целом положительное мнение».
Он получил в основном положительные отзывы. The Guardian дал диску 4 звезды из 5, назвав его «энергичной и хорошей забавой».
NME оценил его в 8 баллов из 10, заявив: «The National Health, видите ли, является полным списком покупок всего, что есть в этой группе, и все это было куплено в Waitrose, что выгодно отличается от предложений Tesco Value 2007 года Our Earthly Pleasures и 2009 года Quicken The Heart. Maxïmo Park относятся к себе очень серьезно, и каждая песня стремится к величию. В „The Undercurrents“ они достигают этого, преодолевая все вокруг (включая немного неуклюжий хук Смита „I won’t forget the way you forgive me“). Она, подобно шторму, превращается в нечто, что могло бы гордо торчать из каталога The Bunnymen, The Verve, последних Manics, любой великой британской группы, осознающей, что она действительно великая британская группа. Maxïmo Park, очевидно, таковыми не являются, но на эти короткие мгновения возможности есть. Это пик».

## Список композиций
Все тексты написаны Paul Smith, вся музыка создана Duncan Lloyd, кроме указанных.
1. «When I Was Wild» (Lukas Wooller) — 1:02
2. «The National Health» (Lloyd, Wooller) — 3:00
3. «Hips And Lips» (Wooller) — 3:32
4. «The Undercurrents» — 4:01
5. «Write This Down» (Archis Tiku, Lloyd, Wooller) — 3:14
6. «Reluctant Love» — 3:17
7. «Until The Earth Would Open» — 3:17
8. «Banlieue» — 2:51
9. «This Is What Becomes of the Brokenhearted» (Wooller) — 3:54
10. «Wolf Among Men» — 2:55
11. «Take Me Home» (Smith, Lloyd) — 2:54
12. «Unfamiliar Places» (Smith) — 3:49
13. «Waves of Fear» — 2:41

— Лимитированное делюксовое издание с дополнитальными четырьмя бонусными треками:
1. The Undercurrents (Acoustic Version)
2. Hips And Lips (Acoustic Version)
3. Reluctant Love (Acoustic Version)
4. Until The Earth Would Open (Acoustic Version)

## Позиции в чартах
| Чарт (2012)                       | Высшая позиция |
| --------------------------------- | -------------- |
| Шотландия (Scottish Albums Chart) | 16             |
| Великобритания (UK Albums Chart)  | 13             |